# Inia Tabuavou
Pas d'image ? Cliquez ici

a Compétitions nationales et continentales officielles uniquement.

b Matchs officiels uniquement.
Dernière mise à jour le 14 février 2025.
Inia Tabuavou, né le 31 août 2002, est un joueur international fidjien de rugby à XV évoluant au poste de centre.

## Biographie
Élevé à Lautoka aux Fidji, Inia Tabuavou fait ses études dans le rugby à XV au lycée de Natabua. En 2013, après que sa mère Salesia est devenue veuve, la famille est soutenue financièrement par le frère aîné d'Inia, membre de l'armée fidjienne.
Par la suite, il joue au rugby à XV en France avec le Racing 92 au poste de centre.
En juillet 2024, étant retenu pour la première fois avec les Fidji, il fait ses débuts internationaux lors d'un match contre la Géorgie. Le 19 juillet, il fait sa deuxième apparition avec les Fidji contre la Nouvelle-Zélande à San Diego, ils perdent le match 5 à 47.
Début août 2024, il quitte le Racing 92 et signe un contrat de deux ans avec les Fijian Drua à partir de la saison 2025 de Super Rugby. Quelques jours plus tard, il est sélectionné pour la Pacific Nations Cup. Ayant disputé quatre matchs durant la compétition, il est titulaire durant la finale remportée 41 à 17 contre le Japon,.

## Palmarès
- Vainqueur de la Pacific Nations Cup en 2024 avec l'équipe des Fidji.